# Хлопот полные штаны
«Хлопот полные штаны» (англ. Party Pooper Pants) — 51-я серия американского мультсериала «Губка Боб Квадратные Штаны». Данный эпизод был создан в 2001 году и показан 17 мая 2002 года на телеканале «Nickelodeon» в США, а в России — 1 мая 2005 года.

## Сюжет
Пират Пэтчи устраивает вечеринку в своём доме, на которую приходят все гости, кроме самого Губки Боба, которому он отправил приглашение. Тот не смог прочитать приглашение, потому что надпись была размазана водой. Боб отметил, что Пэтчи похоже не имеет понятия о физических ограничениях под водой, поэтому он и Патрик, по иронии судьбы, сожгли приглашения. Затем Пэтчи представляет зрителям некоторых своих гостей, а именно русалку Минни, пирата по прозвищу «Чёрная борода» и короля Нептуна. Вечеринка напоминает Пэтчи о спецсерии, где Губка Боб также устроил вечеринку, и решает показать её зрителям.
В начале спецвыпуска, делая покупки в супермаркете, Губка Боб берёт еду и быстро несёт её к кассе, говоря кассиру по имени Лу, что он побил свой рекорд, принеся товар всего лишь за 19 секунд. Он просит Лу расписаться в книге рекордов, а затем замечает и заинтересовывается набором для вечеринки. Он спрашивает, сколько он стоит, а Лу отвечает, что этот набор бесплатный, дабы Боб поскорее ушёл. Дома Губка Боб начал планировать свою собственную вечеринку, и как было сказано в инструкции, нужно приглашать только самых близких друзей и знакомых, однако приглашает большую часть жителей Бикини Боттом. Далее, чтобы вечеринка прошла точно по плану, он сделал очень длинный жёсткий график и карточки с темами для разговоров. После этого он фарширует пиньяту «икрой ската», а затем говорит Гэри, что это будет самая крутая вечеринка.
Пэтчи вновь возвращается к зрителям, чтобы дать урок танца «Деревянная нога» и продвинуть свои обучающие видео по танцам. В это время Потти говорит, что нанял музыкантов для вечеринки, которыми оказалась группа «Птичьи мозги», которую Пэтчи ненавидит. От их громкой музыки Пэтчи вылетает из дома, и, вернувшись, срывает выступление группы, после чего просит их, в буквальном смысле, пройтись по доске. К сожалению, Пэтчи забыл, что они птицы, поэтому они спокойно улетают.
Тем временем, вечером в Бикини Боттом Губка Боб ждёт гостей на вечеринку. Видя, что гости опаздывают на 30 секунд, он расстраивается и думает, что никто не придёт. Однако, к счастью для Губки Боба, приходит Патрик, а позже и остальные гости. В ходе вечеринки Боб видит, что гости начинают нарушать график и выдаёт им карточки для разговоров. Наконец, приходит последний гость (Том) и Губка Боб официально объявляет вечеринку открытой. Губка Боб ненадолго уходит в гардероб, но когда возвращается, он видит что гости танцуют и веселятся. Он требует гостей придерживаться графика и всем присесть на диван. Губка Боб объявляет первое развлечение — читать в слух комикс из газеты, к большому разочарованию гостей. В этот момент Губка Боб понимает, что это вчерашний выпуск и идёт на улицу за новой газетой, после чего гости вновь начали веселиться. Взяв новую газету, Губка замечает, что дверь в его дом заперта. Он начинает стучаться в неё, но его друзья это игнорируют. Взглянув в окно, он неверно истолковывает происходящее и считает, что вечеринка рушится. В итоге, после нескольких неудачных попыток проникнуть в собственный дом, от звонка по телефону до подкопа, Губка Боб переодевается в кролика, хватает кирку и пытаться вломится в дом. Однако его застают полицейские, которые думают, что Губка Боб — взломщик. Губка Боб объясняет полицейским ситуацию, но так или иначе его всё равно арестовывают его за то, что он не пригласил их на вечеринку.
На следующее утро Боб возвращается домой и осознаёт, что всё это время ключ хранился у него под ковриком, находящийся возле его дома. Он видит, какой беспорядок устроили его гости, и думает что это была «не вечеринка, а катастрофа». К нему подходит Патрик, который говорит, что вечеринка удалась на славу, и просит повторить её в следующий раз. У Губки Боба тут-же поднимается настроение, и он начинает очень гордится своей вечеринкой, понимая, что для вечеринок не нужен строгий контроль. Он видит Гэри в абажуре и рад, что тоже повеселился. Эпизод заканчивается тем, что Губка Боб выключает лампу Гэри и говорит своей улитке «Спокойной ночи!».
В заключении Пэтчи пытается исправить музыкальную ситуацию, исполняя свою собственную песню, которая никому не нравится. Дабы прекратить это, Потти напоминает ему, что пришло время для соло на флейте. Однако Потти даёт ему замаскированный под флейту динамит, после чего он взрывается и от пирата остаётся одна голова. Затем «Птичьи мозги» вновь возвращаются и исполняют песню «Под толщею воды» про Губку Боба и его друзей. После того, как они заканчивают, Пэтчи возвращается, используя бочку в виде нового тела, и напоминает зрителям о завершении спецвыпуска. Затем Потти говорит, что пришли дамы, чему Пэтчи очень радуется. Однако, как и музыкальна группа, дамы также оказываются птицами и начинают целовать Пэтчи, который прощается со зрителями и одновременно зовёт на помощь.
Затем вместо обычных титров мультсериала транслируются титры в форме прокрутки вверх (в стиле эпизода).

## Роли
- Том Кенни — Губка Боб, Гэри, Пират Пэтчи, рассказчик
- Билл Фагербакки — Патрик Стар
- Роджер Бампасс — Сквидвард
- Клэнси Браун — мистер Крабс
- Кэролин Лоуренс — Сэнди
- Мистер Лоуренс — Планктон, Лобстер Ларри, Лу
- Мэри Джо Кэтлетт — миссис Пафф
- Лори Алан — Перл
- Ди Брэдли Бейкер — офицер Джон, Фред, Сэндлз
- Сирена Ирвин — офицер Нэнси О'Мейли, Мейбл-Моника, Сэди, русалка Минни
- Карлос Алазраки — Скутер, Том
- Серджо Ристи — король Нептун (озвучил Кевин Майкл Ричардсон)
- Стивен Хилленберг — Попугай Потти
- Пол Тиббит — рыбак на вечеринке
- Люкс Интериор — солист группы «Птичьи мозги»

### Роли дублировали
- Сергей Балабанов — Губка Боб
- Юрий Маляров — Патрик Стар, Фред, солист группы «Птичьи мозги»
- Иван Агапов — Сквидвард, Лу, Сэндлз
- Нина Тобилевич — Сэнди, миссис Пафф, Перл, офицер Нэнси О'Мейли, Мейбл-Моника, Сэди, русалка Минни
- Александр Хотченков — мистер Крабс, офицер Джон
- Юрий Меншагин — Планктон, Пират Пэтчи, Скутер
- Алексей Власов — Лобстер Ларри, Попугай Потти, Том, король Нептун, рассказчик
- Михаил Тихонов — исполнение песни «Под толщею воды»

## Производство
Серия «Хлопот полные штаны» была написана Полом Тиббитом, Кентом Осборном, Марком О’Хэйром; Эндрю Овертум взял роль анимационного режиссёра, главными раскадровщиками серии были Калеб Мойрер, Майк Рот, Уильям Рейсс и Карсон Куглер. Впервые данная серия была показана 17 мая 2002 года в США на телеканале «Nickelodeon». Данный спецвыпуск посмотрели свыше 6,7 миллиона зрителей в ходе американской премьеры.
Песня «Под толщею воды» (англ. Underwater Sun) из данной серии, написанная Стивеном Хилленбергом и Питером Штраусом, позже была выпущена в саундтреке мультсериала под названием «SpongeBob SquarePants: The Yellow Album» 15 ноября 2005 года.
Серия «Хлопот полные штаны» была выпущена на DVD-диске «Tales fron the Deep» 28 августа 2003 года, который также включает в себя раскадровку данного спецвыпуска и музыкальное видео «Под толщею воды». Она также вошла в состав DVD «SpongeBob SquarePants: The Complete 3rd Season», выпущенного 27 сентября 2005 года, и «SpongeBob SquarePants: The First 100 Episodes», выпущенного 22 сентября 2009 года и состоящего из всех эпизодов с первого по пятый сезоны мультсериала.

## Отзывы критиков
Спецвыпуск «Хлопот полные штаны» получил в целом положительные отзывы от поклонников мультсериала и критиков. На сайте «IMDb» серия имеет оценку 7,9/10.
Лора Фраиз из «Variety» похвалила данный спецвыпуск, в частности работу Эндрю Овертума («Овертум создал очень стилистичный и яркий анимационный мир, который попахивает ретро-стилизацией») и главного композитора мультсериала Николаса Карра («А музыкальный редактор Николас Карр получает очки за то, что нашел способ включить Люкса Интериора из группы „The Cramps“ в шоу, даже если это поющий попугай»). Она сказала: «С такой разнообразной аудиторией приятно видеть, как главная сценаристка Мерриуизер Уильямс сопротивляется искушению выйти за рамки своей первоначальной целевой аудитории детей. Вместо этого Уильямс и создатель Стивен Хилленберг ловко придают юмору достаточно остроты, чтобы позабавить, но не обидеть».